# Place d'Italie
Place d'Italie är öppen plats i sydöstra delen av Paris innerstad samt en tunnelbanestation på linje 5, linje 6 och linje 7, inte långt ifrån järnvägsstationen Gare d'Austerlitz.

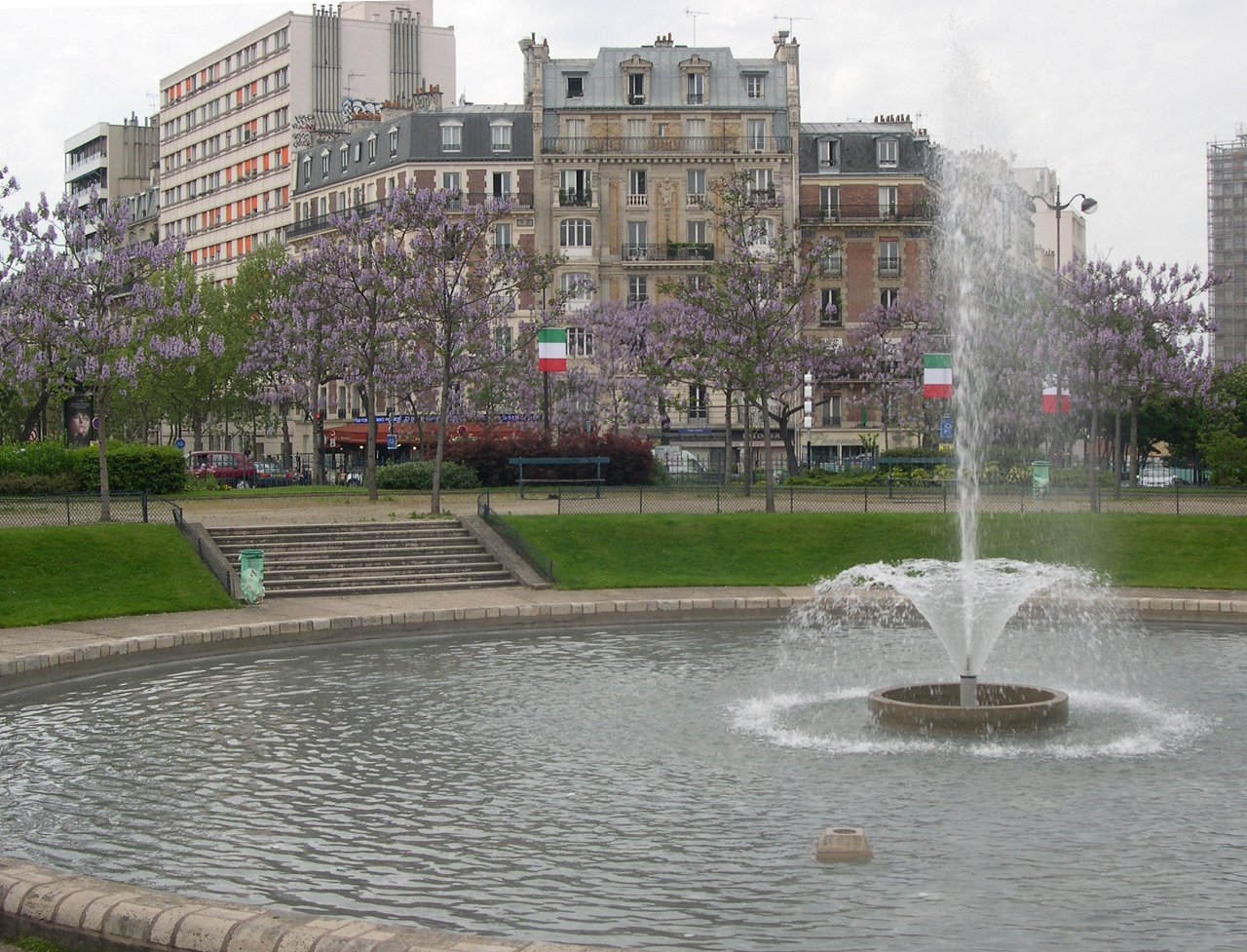
Place d'Italie
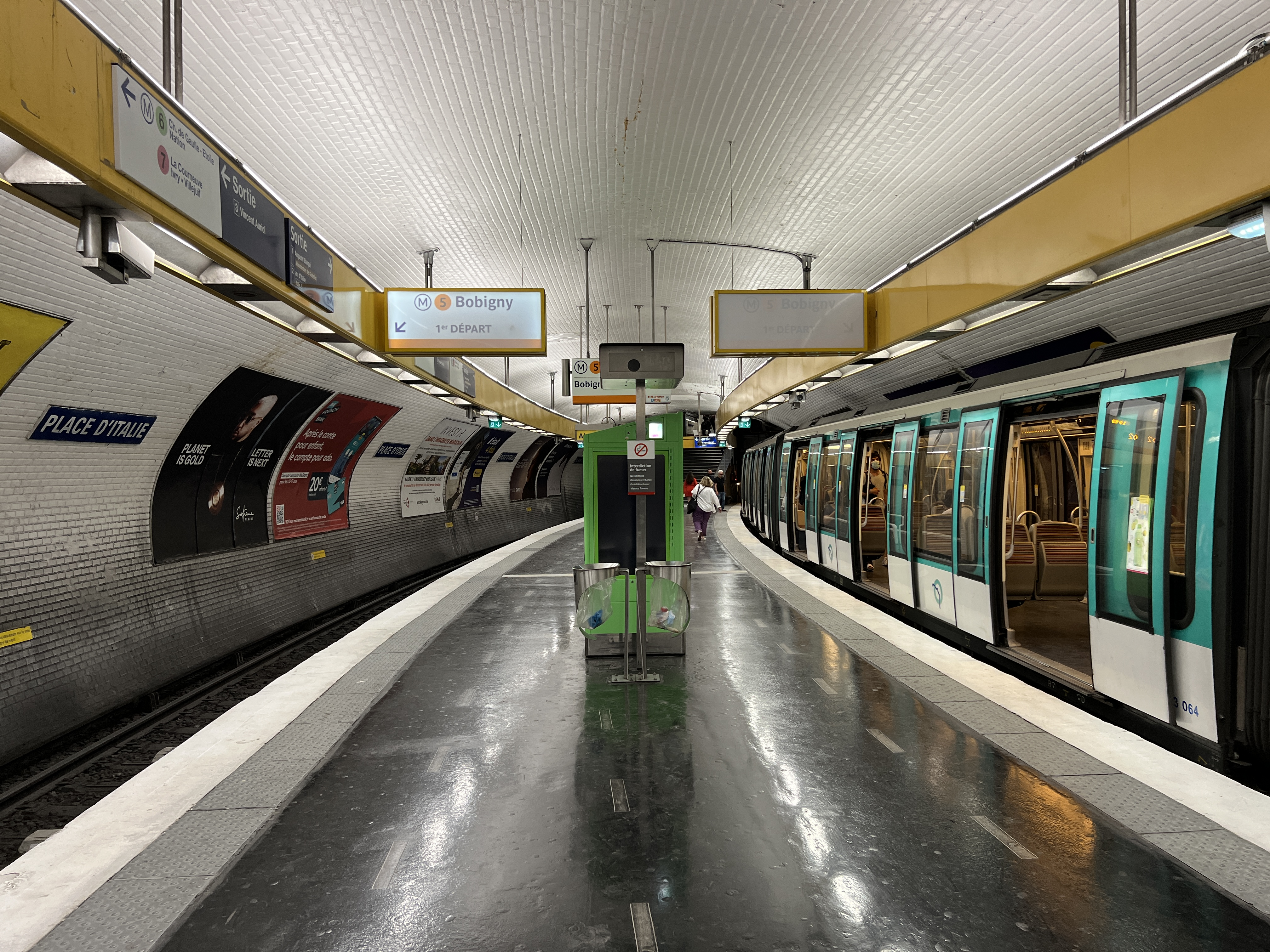
Place d'Italie linje 5
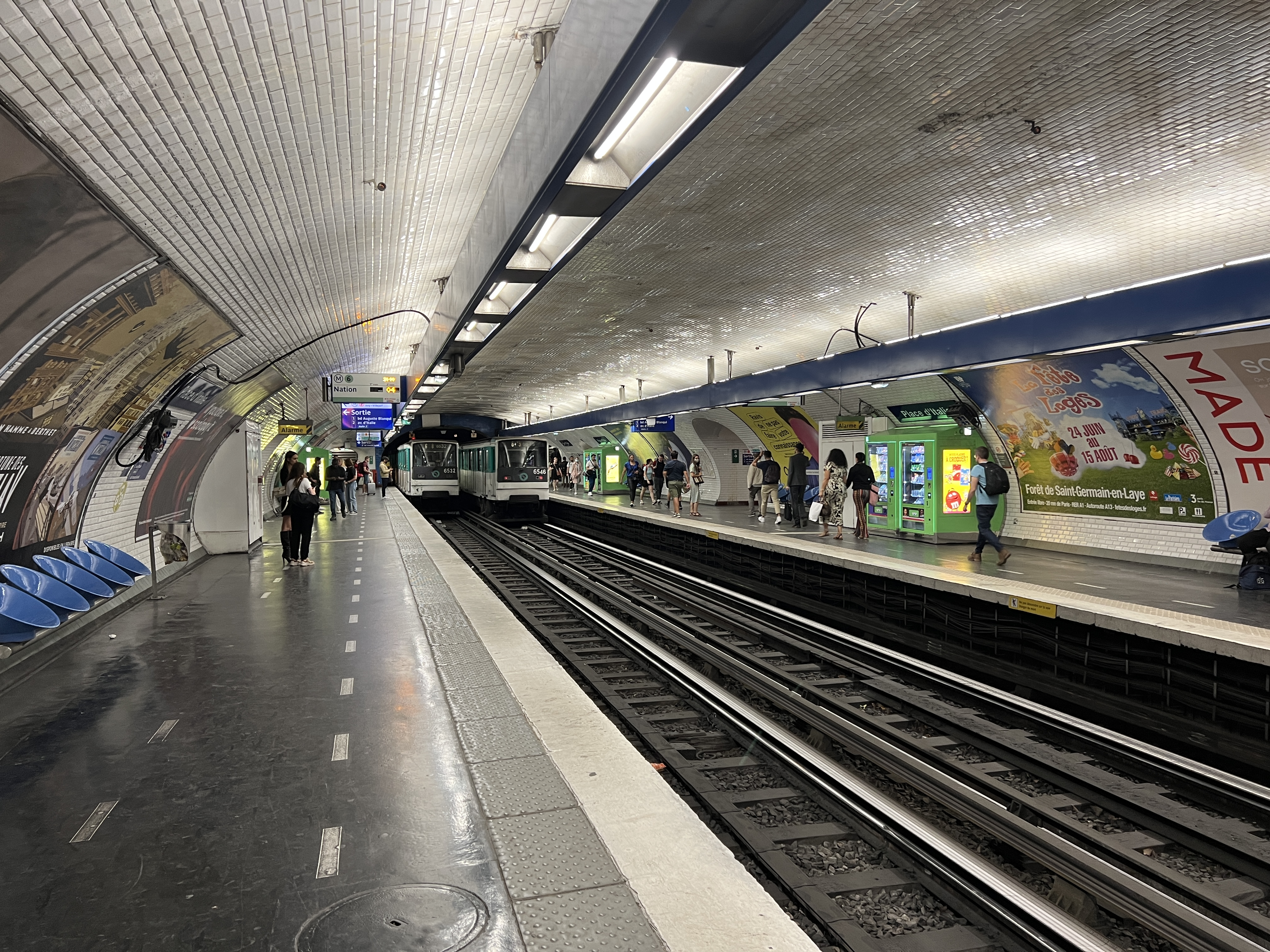
Place d'Italie linje 6
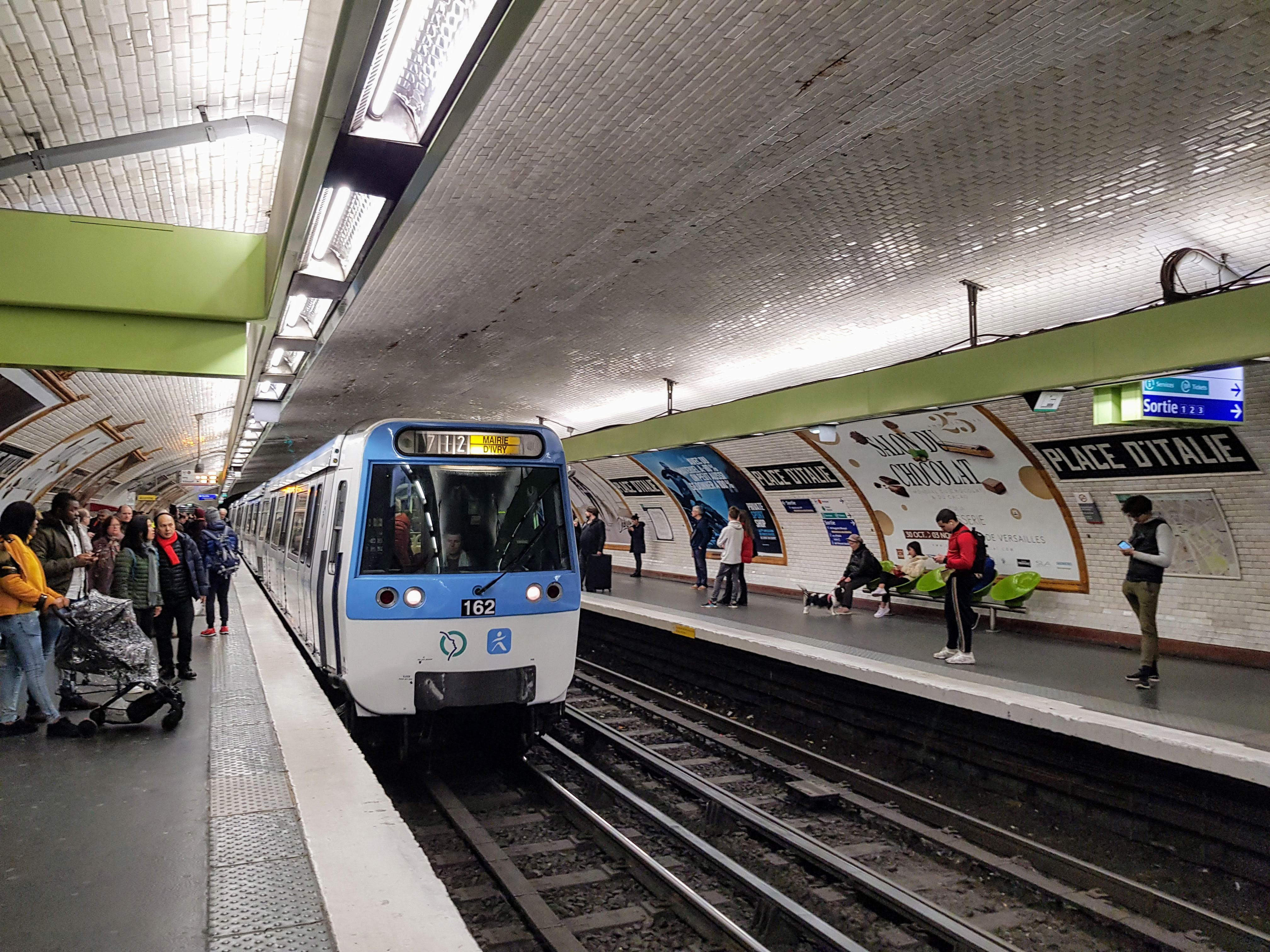
Place d'Italie linje 7